# 第七克劳狄军团
第七克劳狄军团（英語：Legio VII Claudia）古罗马军队建制名称。公元前65年由格奈乌斯·庞培在西班牙创建。（一说公元前59年由同属前三头同盟的尤利乌斯·凯撒为高卢战争所创建）。
第七克劳狄军团在早期曾取得了六次重要对外战役的胜利，因此被称为“六次尽职和忠贞”军团（拉丁語：VI Pia VI Fidelis）。这些战役先后分别是征服高卢大部分地区、入侵日耳曼、入侵不列颠、征服布列塔尼、阿莱西亚之战大胜维钦托利（高卢战争的决定性战役）和达尔马提亚暴乱。至公元4世纪末其事迹仍见于著述，具有重要地影响与积极意义。

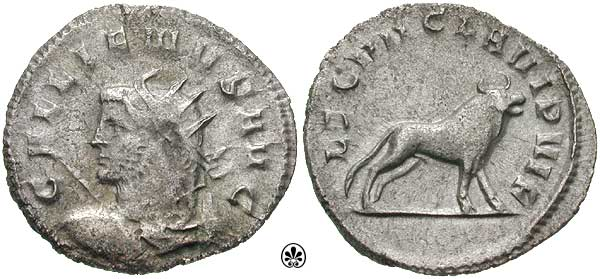
罗马帝国皇帝加里恩努斯和军团象征公牛硬币。
刻纹（从左至右）：GALLIENVS AVG；LEG VII CLA VI P VI F
补充后的拉丁语全文：GALLIENVS AVGustus；LEGio VII CLAudia VI Pia VI Fidelis
翻译：加里恩努斯大帝；第七克劳狄军团，六次尽职和忠贞。